# Ivo Lapenna
Ivo Lapenna (Split, Dalmácia, 5 de novembro de 1909 – Copenhague, 15 de dezembro de 1987) foi um esperantista e jurista iugoslavo naturalizado britânico.

## Vida
Lapenna nasceu na cidade de Split, Dalmácia na atual Croácia, à época Império Austro-Húngaro. Em 1933 concluiu em Zagreb o curso de Direito. Durante a Segunda Guerra Mundial, fugiu de Zagreb sob nome falso, participou da resistência contra o regime dos Ustaches exercendo várias funções, dentre as quais a de diretor do periódico Slobodna Dalmacija (Dalmácia Livre), tornou-se professor universitário no ano de 1947 em Zagreb e depois em Londres. Participou também do Tratado de Paris  como especialista em direito internacional como membro da delegação iugoslava. Abandonando a Iugoslavia em 1949, transferiu-se primeiro para  Paris e em 1951 para a Grã-Bretanha. Em 1962 1962 tornou-se cidadão britânico. Morreu no ano de 1987 em Copenhague, onde também foi sepultado.
Sua primeira mulher foi Emilija Lapenna, a segunda Ljuba Lapenna, la terceira Birthe Lapenna (a partir de 1986). Ivo Lapenna não teve filhos.

## Atividade como esperantista até 1973
Lapenna tornou-se esperantista no ano de 1928. A partir de 1937 foi membro do Conselho Deliberativo da UEA representando a Iugoslávia, e durante o Congresso Universale di Esperanto do ano de 1938 foi eleito diretor da Internacia Esperanto-Ligo (Liga Internacional de Esperanto) substituindo o austríaco Hugo Steiner. Lapenna participou da fusão da Liga Internacional de Esperanto com a UEA, tendo, logo a seguir, ingressado em sua diretoria (onde permaneceu até o ano de 1974). 
De 1955 a 1964 Lapenna foi secretário-geral, novo cargo de direção criado por iniciativa dele próprio. Em 1964 Lapenna tornou-se presidente da associação.
Do trabalho de Lapenna para a UEA resultaram sobretudo la resolução de UNESCO de 1954, o novo estatuto de 1955 e as atividades do CED, centro de pesquisa por ele fundado em 1952.
Há que ser relembrada a campanha de Lapenna para propor o Esperanto junto à Organização das Nações Unidas. Lapenna iniciou uma gigantesca coleta de assinaturas, tendo por fim apresentado, no dia 6 de outubro de 1966 ao Escritório da ONU em Nova Iorque cerca um milhão de assinaturas individuais e uma centena de assinaturas de diversas associações. A campanha não teve sucesso porque os funcionários do órgão sublinharam que a proposta à ONU deveria ter sido originada de países-membros (e não de uma organização privada).

## Obras
Em esperanto:
- Retoriko, 1950, sobre retórica.
- Faktoj pri la Internacia Lingvo (1952)
- Principaro de Frostavallen, (1956)
- Esperanto en perspektivo (1974), com Ulrich Lins (história) e Tazio Carlevaro (literatura).
- Hamburgo en retrospektivo (1975/1977)

Outros:
- História da diplomacia, em croata, 1949.
- State and Law: Soviet and Yugoslav Theory, 1964.
- Soviet Penal Policy. A Background Book, 1968.